# Bärenbach (Rems)
Der Bärenbach ist ein Zufluss der Rems im Rems-Murr-Kreis im mittleren Baden-Württemberg. Er ist zusammen mit jedem seiner zwei Quellbäche rund 8 km lang und mündet von rechts und Norden am unteren Ortsrand von Plüderhausen gegenüber zwei kleinen Baggerseen westlich der Industriegebietsstraße Im Rank auf 255,4 m ü. NHN in die Rems.

## Geographie

### Verlauf
Der Bärenbach entsteht südlich der Wohnplätze Eselshalden und Breitenfürst der Stadt Welzheim im Wald auf etwa 380 m ü. NHN aus dem Zusammenfluss von mindestens sieben Quellen. Quellarme fließen dabei im Westen vom Krähenberg und im Osten vom Eibenhau beim Wohnplatz Eibenhof zu; der längste kommt aus dem Langwiesenklinge im Osten, auf über 470 m ü. NHN und damit am höchsten entspringt aber der nordwestliche Quellarm Eselshaldenbächle, der unweit des Südbogens entsteht, den die Landesstraße von Welzheim nach Haubersbronn an ihrer beginnenden Talsteige um Eselshalden herum schlägt. Die Quelle des Hauptstrang-Oberlaufes aus der Langwiesenklingen dagegen liegt wie noch einige andere Quellen im Flusssystem des Baches auf einer Höhe um 460 m ü. NHN.
Der Bach fließt von seinem Zusammenfluss an nach Süden, nach wenigen hundert Metern wird er durch den talquerenden Fahrdamm einer Forststraße zu einem kleinen See aufgestaut. Dann zieht er, kurz nachdem ihm aus der Rappenklinge noch von Osten ein Bach zugefallen ist, im Auenwald unter einer Lichtung um den Wohnplatz Köshof auf der linken Randhöhe vorbei, der gegenüber von Westen weitere Bäche zulaufen. Nach ca. 700 m mündet aus dem Gewann St. Margarete der Große St.-Margareten-Bach, der selbst ein stark verzweigtes Netz von Quellbächen aufweist. Das Grund des Tales fällt stetig ab, während im Osten auf einer kleinen Anhöhe beim Naturschutzgebiet Roter Burren in einer weiteren Höhenlichtung der Plüderwiesenhof liegt. Von Westen fließt neben anderen Quellbächen Wasser aus dem Geißbrunnen zu.
Der nächste namhafte Seitenbach ist der Lützelbach, dessen Quellen im Gewann Kammergehren nur wenige hundert Meter von den Quellen des Große St.-Margareten-Bach-Zuflusses Kohlhaldenbach entfernt sind. Er hat einen ganzen Schwarm von Quellbächen, darunter Zuflüsse vom Heuberg im Osten herunter. Über seinen Quellen läuft die Wasserscheide des Einzugsgebiets über den Geiststein. Südöstlich des Gewanns Junger Hau auf dem Mündungssporn des Lützelbachs weitet sich der Talgrund an der Zigeunereiche. Wiesen begleiten von da an den Lützelbach. Nach etwa hundert Metern vereinigt er sich unterhalb des Eulenberges mit dem Bärenbach.
Von der Anhöhe des Eulenhofes fließt beim Bärenbachhof ein weiterer Quellbach von Osten her dem Bärenbach zu. Nach etwa 600 m unterquert er die erste Ortsstraße an einer Stelle, wo von derselben Seite der Hohbach mündet, der Quellen am Heidenbühl und im Gewann Stechers Wand an der Nordseite des Hohberg (499 m ü. NHN) entspringt. Hier liegt benachbart das Naturschutzgebiet Vordere Hohbachwiesen. Nach weiteren 600 m mündet wiederum von links der Eisenbach, der im Gewann Lochtobel am Hohberg entspringt und den Wohnplatz Ilgenhof passiert.
Von nun an wendet sich der Bärenbach etwas nach Westen. An der Stelle, an der die K 1880 den Bach überquert, zweigt auch der Mühlkanal Maierbach ab, der in den weiter im Westen zur Rems laufenden Urbach abläuft. Der Bärenbach tritt danach in den Talgrund des Remstales ein. Er wird von der Remstalbahn überquert und schlängelt sich noch ein wenig am Westrand der Gewerbezone von Plüderhausen, bevor er, etwa ab der Mühlkanalabgang wieder auf der Gemarkung von Plüderhausen, von rechts und zuletzt Nordosten in die Rems mündet.
In seinem Verlauf ist der Bärenbach streckenweise die Grenze zwischen den Gemeinden Urbach und Plüderhausen.

### Einzugsgebiet
Der Bärenbach besitzt ein Einzugsgebiet von etwas über 16 km² Größe, das im Naturraum des Schurwald und Welzheimer Waldes liegt, mit dem nördlichen Teil im Unterraum Vorderer Welzheimer Wald, mit dem südlichen im Unterraum Mittleres Remstal und Schorndorfer Becken. Es erstreckt sich von Breitenfürst im Norden südwärts bis zur Mündung in die Rems. Im Vergleich mit den benachbarten Bächen ist es recht breit und wird von Heuberg und Hohberg im Osten dominiert, die dem Bach auch seine größten Zuflüsse zusenden. Sie liegen auf der Wasserscheide zum Walkersbach, dem nächsten größeren Bach zur Rems flussaufwärts. Wie Inseln liegen weitere Erhebungen wie Köshof und Plüderwiesenhof im Einzugsgebiet.
Die Zuflüsse von Westen her sind deutlich kürzer. Die rechte Wasserscheide zieht über Rohrberg, Zwerenberg und Alter Berg und trennt vom Einzugsgebiet des konkurrierenden Urbachs. Die nördliche Wasserscheide, der etwa die Trasse der L 1150 von der Eselshalden bis Breitenfürst folgt, grenzt vom Einzugsgebiet der Wieslauf ab, dem größten, nur wenige Kilometer flussabwärts mündenden Nebenfluss der Rems; unmittelbarer Konkurrent ist hier deren Zulauf Edenbach.

### Zuflüsse und Seen
Hierarchische Liste der Zuflüsse und  Seen jeweils von der Quelle zur Mündung. Gewässerlänge, Seefläche, Einzugsgebiet und Höhe nach den entsprechenden Layern auf der Onlinekarte der LUBW. Andere Quellen für die Angaben sind vermerkt.
Auswahl.
Ursprung des Bärenbachs auf etwa 379,6 m ü. NHN in einem Nordzipfel der Gemarkung von Plüderhausen östlich des Krähenbergs nahe der Lichtung Untere Halde. Der Bach fließt durchweg in südlichen Richtungen.
- (Bach aus der Langwiesenklinge), linker Oberlauf aus dem Nordosten, 1,1 km und ca. 0,8 km².[LUBW 7] Entsteht auf etwa 460 m ü. NHN unter dem Eibenhof von Plüderhausen am Rand zum Hangwald.
- Eselshaldenbächle, rechter Oberlauf aus dem Nordwesten, 0,7 km und ca. 0,3 km².[LUBW 7] Entsteht auf etwa 470 m ü. NHN wenig südöstlich von Welzheim-Eselshalden im Wald am Sattel nördlich des Krähenbergs.
- Durchfließt auf etwa 360 m ü. NHN einen Stauteich, unter 0,3 ha.
- (Bach aus der Rappenklinge), von links und Osten auf etwa 355 m ü. NHN, 0,6 km und über 0,2 km².[LUBW 7] Entsteht auf knapp 450 m ü. NHN neben dem Waldweg zum Köshof von Plüderhausen.
- (Bach aus der Schlüsseldreherklinge), von rechts und Nordwesten auf etwa 345 m ü. NHN gegenüber der Höhenlichtung um den Köshof, 0,8 km und unter 0,4 km².[LUBW 7] Entsteht auf etwa 420 m ü. NHN am Südhang des Krähenbergs nahe dem Gottliebstein.
- (Klingenbach), von rechts und Westsüdwesten auf etwa 330 m ü. NHN gegenüber einer Hanglichtung unter dem Köshof, 0,5 km und unter 0,2 km².[LUBW 7] Entsteht auf knapp 400 m ü. NHN.
- Großer St.-Margareten-Bach[LUBW 8], von rechts und Nordosten auf etwa 323 m ü. NHN nordwestlich des Plüderwiesenhofes von Plüderhausen, 1,2 km und 1,0 km². Entspringt auf etwa 460 m ü. NHN im Waldgewann Margareta östlich des Köshofs.
  - Kohlhaldenbach, von links und Ostsüdosten auf etwa 335 m ü. NHN zwischen Köshof und Plüderwiesenhof, 0,8 km und ca. 0,6 km².[LUBW 7] Entsteht auf etwa 430 m ü. NHN nordöstlich des Plüderwiesenhofes.
    - Kleiner St.-Margareten-Bach[LUBW 9], von rechts und Nordosten auf etwa 345 m ü. NHN nahe der Kohlhaldenbachmündung, 0,6 km und ca. 0,3 km².[LUBW 7] Entsteht auf etwa 390 m ü. NHN im Waldgewann Margareta.
- Plüderwiesenbach, von links und Ostsüdosten auf etwa 311 m ü. NHN westlich des Plüderwiesenhofes im Gewann See, 0,6 km und unter 0,3 km².[LUBW 7] Entsteht auf etwa 385 m ü. NHN wenig südlich des Plüderwiesenhofs.
- (Klingenbach), von rechts und Westnordwesten auf etwa 310 m ü. NHN fast gegenüber dem vorigen, ca. 0,6 km[LUBW 10] und über 0,1 km².[LUBW 7] Entsteht auf etwa 415 m ü. NHN nahe dem Sondergelände auf dem Höhenrücken im Gewann Katzenbrunnen. Unbeständig.
- (Waldbach), von rechts und Westnordwesten auf etwa 390 m ü. NHN in einen Westbogen, 0,5 km und über 0,3 km².[LUBW 7] Entspringt auf etwa 405 m ü. NHN im Gewann Köten.
- (Bach aus der Geißbrunnenklinge), von rechts und Westen auf etwa 293 m ü. NHN etwas oberhalb einer Wegquerung über den Bärenbach, 0,6 km und 0,6 km². Entsteht auf etwa 340 m ü. NHN im Wald östlich des Obstwiesengeländes um den Urbacher Erdrutsch. Die wohl namengebende Quelle Geißbrunnen liegt auf der linken Wasserscheide zu einem (hier nicht aufgeführten) vorigen kleineren Bärenbach-Zufluss und könnte (auch) zu diesem entwässern.
- (Bach aus der Kirchtobelklinge), von rechts und Westen auf etwa 290 m ü. NHN, ca. 0,6 km[LUBW 10] und über 0,3 km².[LUBW 7] Entsteht auf etwa 325 m ü. NHN an Nordosthang des Alten Bergs.
- (Bach aus der Langgehrnklinge), von rechts und Westsüdwesten auf etwa 385 m ü. NHN gegenüber der seit Kurzem links offenen Talaue, 1,0 km und ca. 0,3 km².[LUBW 7] Entsteht auf etwa 360 m ü. NHN östlich am Sattel zwischen Altem Berg und Gänsberg.
- Litzelbach, von rechts und Nordnordosten auf 280 m ü. NHN[LUBW 2] kurz vor dem Weiler Bärenbach von Urbach, 3,0 km und 3,4 km². Entsteht auf etwa 495 m ü. NHN im Waldgewann Kammergehren.
  - Kammergehrenbach, von links und Nordosten auf etwa 335 m ü. NHN, 0,9 km und unter 0,3 km².[LUBW 7] Entsteht auf etwa 455 m ü. NHN nordnordwestlich des Geiststeins.
  - (Bach aus der Tiefen Klinge), von links und Osten auf etwa 322 m ü. NHN, 1,3 km und ca. 0,7 km².[LUBW 7] Entsteht auf etwa 415 m ü. NHN nahe an einem Waldwegekreut mit kleiner Lichtung nördlich des Heubergs.
    - Geiststeinbach, von rechts und Nordosten auf etwa 345 m ü. NHN, 0,6 km und ca. 0,2 km².[LUBW 7] Entsteht auf etwa 443 m ü. NHN am Geiststein.

  - Klemmerbächle, von links und Osten auf etwa 300 m ü. NHN kurz vor dem Beginn der offenen Au rechts des Litzelbachs, 1,5 km und ca. 1,0 km².[LUBW 7] Entsteht auf etwa 400 m ü. NHN am Nordhang des Heidenbühls.
- (Bach aus der Buchsklinge), von rechts und Westen auf etwa 286 m ü. NHN weniger als hundert Meter vor dem folgenden, unter 0,4 km[LUBW 10] und unter 0,1 km².[LUBW 7] Entsteht auf etwa 320 m ü. NHN östlich des Gänsbergs im Waldgewann Buchs. Unbeständig.
- (Bach aus der Roßtobelklinge)[LUBW 11], von links und Osten auf etwa 285 m ü. NHN bei Bärenbach, 0,5 km und über 0,2 km².[LUBW 7] Entsteht auf etwa 330 m ü. NHN.
- Hohbach, von links und Osten auf etwa 272 m ü. NHN nahe den Tennisplätzen abwärts von Bärenbach, 2,9 km und 2,4 km². Entsteht auf etwa 450 m ü. NHN am Nordhang des Hohbergkopfs und durchläuft anfangs die Hohlsteinklinge.
  - (Bach vom Südhang des Heidenbühls), von rechts und Nordosten auf etwa 327 m ü. NHN, 0,5 km und unter 0,2 km².[LUBW 7] Entsteht auf etwa 380 m ü. NHN nahe an einer kleinen Lichtung um ein Waldwegkreuz am Sattel südlich des Heidenbühls.
  - Stecherswandbach[LUBW 12], von links und Südosten auf etwa 317 m ü. NHN, 0,9 km und ca. 0,2 km².[LUBW 7] Entspringt auf etwa 485 m ü. NHN am oberen Nordwesthang des Hohbergkopfes.
  - Hinterer Salenbach[LUBW 13], von links und Südosten auf etwa 308 m ü. NHN am Beginn der offenen Aue des Hohbachs, 0,8 km und unter 0,3 km².[LUBW 7] Entsteht auf etwa 429 m ü. NHN am Nordwesthang des Hohbergkopfes am Waldgewann Hintere Salen.
    -  Durchfließt auf etwas über 320 m ü. NHN mündungsnah einen Teich just vor dem Beginn der links offenen Au, unter 0,1 ha.

  - (Bach aus der Heidebühlklinge), von rechts und Nordosten auf etwa 308 m ü. NHN einen Steinwurf nach dem vorigen, 1,2 km und ca. 0,4 km².[LUBW 7]  Entsteht auf etwa 415 m ü. NHN etwa 0,8 km östlich des Urbacher Eulenhofs am Westhang des Heidenbühls. Bis zum Teich unbeständig.
    -  Durchfließt auf unter 330 m ü. NHN einen Teich, 0,1 ha.

  - Vorderer Salenbach[LUBW 14], von links und Ostsüdosten auf etwa 292 m ü. NHN in einem schmalen Waldriegel quer über die danach gleich wieder offene Aue, 0,7 km und unter 0,3 km².[LUBW 7] Entsteht auf etwa 365 m ü. NHN  am Waldgewann Vordere Salen. Lange unbeständig.
  -  Passiert einen Teich auf etwa 274 m ü. NHN etwas linksseits des Laufs im Flurgewann Vorderer Hohbach, über 0,1 ha.
- Eisenbach, von links und Osten auf etwa 275 m ü. NHN wenig östlich des Urbacher Ortsrandes, 2,6 km und 1,5 km². Entsteht auf etwa 410 m ü. NHN an einer Waldweggabel am Südwesthang des Hohbergkopfs.
  - Lochtobelhüttenbach, von links und Südosten auf etwa 307 m ü. NHN kurz vor dem nächsten, 0,7 km und über 0,2 km².[LUBW 7] Entsteht auf etwa 380 m ü. NHN am Nordosthang des Sandbühls.
  -  Durchfließt auf etwa 302 m ü. NHN einen Teich kurz vor dem Waldaustritt, etwas unter 0,1 ha.
  -  Passiert auf etwa 280 m ü. NHN einen Teich am rechten Ufer gegenüber dem Ilgenhof, deutlich unter 0,1 ha.
  - (Bach aus dem Lochtobel), von links und Südosten auf etwa 273 m ü. NHN etwa 0,4 km westlich des Urbacher Ilgenhofes, 1,2 km und ca. 0,4 km².[LUBW 7] Entsteht auf etwa 375 m ü. NHN am Nordwesthang des Sandbühls.
- → (Abzweig des Maierbachs), nach rechts und Westnordwesten auf etwa 265 m ü. NHN zwischen den Bebauungsrändern von Urbach und Plüderhausen, 1,3 km. Mündet nach Lauf durch Urbach dort in den nächsten rechten Rems-Zufluss Urbach.

Mündung des Bärenbachs von rechts und zuletzt Nordosten auf 255,4 m ü. NHN an der Reitanlage am Westrand von Plüderhausen in die mittlere Rems. Der Bärenbach ist zusammen mit seinem linken Oberlauf aus der Langwiesenklinge 8,3 km, auf dem Namenslauf ab dessen Zusammenfluss mit dem rechten Oberlauf Eselsklingenbächle 7,2 km lang und hat ein 16,2 km² großes Einzugsgebiet.

## Geologie
Der Bärenbach entspringt im Übergangsbereich zwischen der Unterjura-Hochebene um Breitenfürst und den darunterliegenden oberen Mittelkeuper-Schichten. Von dort aus gräbt er sich dann in die Keuperschichten ein. Er durchläuft  auf dem größten Teil seiner Fließstrecke den Keuper, in dem ihm viele kleine Klingen von den meist bis von Stubensandstein (Löwenstein-Formation) gedeckten seitlichen Bergrücken zulaufen. Der Heuberg im Südosten ist eine Schichtinsel des Unterjura, sozusagen ein Zeugenberg der Welzheim-Alfdorfer Platten im Norden, die einen Südsporn auf den Heuberg im Osten zu haben, während dieser selbst dazwischen nur bis in die Höhe des Knollenmergels (Trossingen-Formation) ragt.

## Geschichte
Der Geiststein hat wohl schon seit der Reformation christlichen Splittergruppen und später vor allem den Baptisten als Versammlungsort gedient. Die „Wiedertäufer“ wurden bis ins 19. Jahrhundert häufig „des Landes verwiesen“. Da die deutschen Kleinstaaten jedoch sehr zersplittert waren, war es oft möglich, dass diese Menschen nur wenige Kilometer weiterzogen und sozusagen aus dem „Nachbarland“ zurückkamen, um ihre Güter zu bewirtschaften. Abgelegene Waldgegenden waren beliebt als Versammlungsplätze, wo ungestört Gottesdienst gefeiert werden konnte. Manche dieser „Waldkirchen“ wurden durch Spukgeschichten geschützt. Dazu gehört auch der Geiststein. Am Eulenhof befand sich bis 2005 der Ausbildungsbetrieb des Forstamts Lorch. Der Wald gehörte nämlich früher großteils zu den Besitzungen des Klosters Lorch.
In der Nähe des Gewanns „Eibenhau“ finden sich auch noch zwei alte württembergische Grenzsteine.

### LUBW
Amtliche Online-Gewässerkarte mit passendem Ausschnitt und den hier benutzten Layern: Lauf und Einzugsgebiet des Bärenbachs

Allgemeiner Einstieg ohne Voreinstellungen und Layer: Daten- und Kartendienst der Landesanstalt für Umwelt Baden-Württemberg (LUBW) (Hinweise)
1. 1 2  Höhe nach dem Höhenlinienbild auf dem Hintergrundlayer Topographische Karte.
2. 1 2 3 4 5  Höhe nach grauer Beschriftung auf dem Hintergrundlayer Topographische Karte.
3. 1 2 3  Länge nach dem Layer Gewässernetz (AWGN).
4. 1 2  Einzugsgebiet aufsummiert aus den Teileinzugsgebieten nach dem Layer Basiseinzugsgebiet (AWGN).
5. ↑  Seefläche nach dem Layer Stehende Gewässer.
6. ↑  Einzugsgebiet nach dem Layer Basiseinzugsgebiet (AWGN).
7. 1 2 3 4 5 6 7 8 9 10 11 12 13 14 15 16 17 18 19 20 21 22 23 24 25  Einzugsgebiet abgemessen auf dem Hintergrundlayer Topographische Karte.
8. ↑  Name ist bei LUBW als „Großer St. Margareten Bach“ angegeben, der Grammatikfehler (nicht durchgeperrt) wurde korrigiert.
9. ↑  Name ist bei LUBW als „Kleinerr St. Margareten Bach“ angegeben, der Grammatikfehler (nicht durchgeperrt) wurde korrigiert.
10. 1 2 3  Länge abgemessen auf dem Hintergrundlayer Topographische Karte.
11. ↑  Notname des Bachs ist bei LUBW „Rofstobelklinge“, der Übertragungsfehler wurde korrigiert. Der Talname ist selbstredend „Roßtobelklinge“, wie auf
  - Meßtischblatt 7123 Schorndorf von 1932 in der Deutschen Fotothek

eingetragen.
12. ↑  Name des Bachs ist bei LUBW „Stecherswand Bach“, die im Deutschen ungrammatische Nominalkomposition mit Leerzeichen wurde korrigiert.
13. ↑  Name des Bachs ist bei LUBW „Hinterer Salen Bach“, die im Deutschen ungrammatische Nominalkomposition mit Leerzeichen wurde korrigiert.
14. ↑  Name des Bachs ist bei LUBW „Vorderer Salen Bach“, die im Deutschen ungrammatische Nominalkomposition mit Leerzeichen wurde korrigiert.

### Andere Belege
1. ↑  Hansjörg Dongus: Geographische Landesaufnahme: Die naturräumlichen Einheiten auf Blatt 171 Göppingen. Bundesanstalt für Landeskunde, Bad Godesberg 1961. → Online-Karte (PDF; 4,3 MB)
2. ↑  Geologie nach den Layern zu Geologische Karte 1:50.000 auf: Mapserver des Landesamtes für Geologie, Rohstoffe und Bergbau (LGRB) (Hinweise). Ein ähnliches Bild bietet die unter → Literatur aufgeführte geologische Karte.